# Santa Cruz (Laguna)
Santa Cruz is een gemeente in en hoofdstad van de Filipijnse provincie Laguna op het eiland Luzon. Bij de laatste census in 2010 telde de gemeente bijna 111 duizend inwoners.

## Geografie

### Topografie
De gemeente Santa Cruz ligt centraal in de provincie Laguna aan de zuidoostkust van het grootste Filipijnse meer Laguna de Bay. Santa Cruz heeft een oppervlakte van 38,6 km² en is daarmee een van de kleinere gemeenten in de provincie. De gemeente wordt omgeven door Lumban in het noordoosten, Pagsanjan in het oosten, Magdalena in het zuidoosten, Liliw in het zuiden en Pila in het zuidwesten.

### Bestuurlijke indeling
Santa Cruz is onderverdeeld in de volgende 26 barangays:
| - Alipit - Bagumbayan - Barangay I - Barangay II - Barangay III - Barangay IV - Barangay V - Bubukal - Calios - Duhat - Gatid - Jasaan - Labuin | - Malinao - Oogong - Pagsawitan - Palasan - Patimbao - San Jose - San Juan - San Pablo Norte - San Pablo Sur - Santisima Cruz - Santo Angel Central - Santo Angel Norte - Santo Angel Sur |

## Demografie
Santa Cruz had bij de census van 2010 een inwoneraantal van 110.943 mensen. Dit waren 9.029 mensen (8,9%) meer dan bij de vorige census van 2007. Ten opzichte van de census van 2000 was het aantal inwoners gegroeid met 18.249 mensen (19,7%). De gemiddelde jaarlijkse groei in die periode kwam daarmee uit op 1,81%, hetgeen lager was dan het landelijk jaarlijks gemiddelde over deze periode (1,90%).

De bevolkingsdichtheid van Santa Cruz was ten tijde van de laatste census, met 110.943 inwoners op 38,59 km², 2874,9 mensen per km².

## Geboren in Santa Cruz
- Eduardo Quisumbing (24 november 1895), botanicus (overleden 1986);
- Socorro Ramos (23 september 1923), ondernemer.